# Frances Stewart
Frances Teresa Stewart, hertiginna av Richmond och Lennox, född i Paris 8 juli 1647, död 15 oktober 1702, var en skotsk hovfunktionär. Hon är känd som rollmodell för bilden av den engelska nationalsymbolen Britannia och kallades La Belle Stuart (Den Vackra Stuart) och räknas som en av Windsor Beauties. 
Hon är också berömd för att ha varit en av Karl II av Englands många förälskelser och för att ha vägrat att bli hans mätress.

## Biografi
Frances Stewart var dotter till den skotske adelsmannen och parlamentsledamoten Walther Stewart, hovläkare hos Englands drottning Henrietta Maria av Frankrike och avlägset släkt med den kungliga dynastin Stuart. Hon föddes i Frankrike, där familjen befann sig i exil i egenskap av rojalister under engelska inbördeskriget. 
1663 skickades hon till England som hovdam åt den nya drottningen Katarina av Braganza. Karl II blev förälskad i henne, och då hon vägrade att bli hans älskarinna, ska han ha haft en stark önskan att gifta sig med henne: först vid drottningens sjukdom 1663, och sedan då han år 1667 undersökte möjligheten att ta ut skilsmässa för hennes skull. 
Frances Stewart beskrivs som en stor skönhet, men barnslig och omogen som person. 1667 gifte hon sig med en avlägsen släkting Charles Stuart, 3:e hertig av Richmond. Enligt uppgift blev hon tvungen att rymma från kungen för att kunna gifta sig, efter att kungen, med hjälp av Barbara Villiers, hade ertappat henne och Richmond i ett möte. Hon återvände sedan till hovet med sin make och levde hovliv i flera år; bland annat var hon ett av vittnena vid födseln av tronarvingen 1688. Hennes utseende förstördes av smittkoppor 1669, men hon ska ha behållit Karl II:s tillgivenhet. 
Frances Stewarts ansikte fick på Karl II:s order stå modell för nationalsymbolen Britannia, då denna avbildades vid segern i kriget mot Nederländerna. Denna blev sedan en standardmall för Britannias ansikte, bland annat regelbundet på mynt ända fram till 1971.